# Maricel Voinea
Maricel Voinea (n. 17 martie 1959, Galați, România) este un fost handbalist român de performanță, care a făcut parte din lotul echipei naționale de handbal a României, medaliată cu bronz olimpic la Moscova 1980 și Los Angeles 1984.
După încheierea activității sportive de performanță, Maricel Voinea a devenit antrenor de handbal, iar ulterior a renunțat la această activitate și a devenit funcționar.

## Distincții
- Ordinul „Meritul Sportiv” clasa a III-a (15 aprilie 1981) „pentru rezultatele deosebite obținute la Jocurile olimpice de vară de la Moscova — 1980, precum și pentru contribuția adusă la dezvoltarea activității sportive și la creșterea prestigiului sportului românesc pe plan internațional”[2]